# Pomnik Tadeusza Kościuszki w Waszyngtonie
Pomnik Tadeusza Kościuszki w Waszyngtonie – pomnik w Waszyngtonie (Near Northeast), w Lafayette Square, wzniesiony w 1910 roku według projektu Antoniego Popiela; upamiętnia Tadeusza Kościuszkę.
Pomnik ustawiono w pobliżu Białego Domu, w północno-wschodnim narożniku Parku Lafayette'a, tuż przy Pennsylvania Avenue. Polską kopię pomnika odsłonięto w Warszawie 16 listopada 2010 na placu Żelaznej Bramy.

## Historia
Posąg wykonał w brązie polski rzeźbiarz Antoni Popiel. Pomnik odsłonił 11 maja 1910 prezydent Stanów Zjednoczonych William Taft.
Jest jednym z szeregu pomników nazywanych wspólnie American Revolution Statuary, stojących na placach i skwerach Waszyngtonu. Znajduje się na liście historycznych pamiątek Stanów Zjednoczonych − National Register of Historic Places.
W nocy z 31 maja na 1 czerwca 2020 r. został zdewastowany w czasie zamieszek po śmierci George’a Floyda.

## Opis
Na szczycie cokołu z vermonckiego granitu znajduje się posąg Kościuszki, trzymającego plan fortyfikacji Saratogi. Rozwinięta część mapy zwisa luźno na prawej nodze postaci. W lewej ręce bohater trzyma szablę. Ubrany jest w amerykański mundur z czasów walk o niepodległość. Z czterech stron cokołu znajdują się mniejsze rzeźby: orzeł na globie z flagą, szablą i tarczą; orzeł na globie z konturem Azji, walczący z wężem (symbol dominacji rosyjskiej); grupa z żołnierzem w mundurze amerykańskim z bębnem; grupa z żołnierzem w mundurze polskim.

Na pomniku wygrawerowano inskrypcję – wers z The Pleasures of Hope Thomasa Campbella: 

And freedom shrieked as Kosciuszko fell